# Die Damen vom Bois de Boulogne
Die Damen vom Bois de Boulogne (Originaltitel: Les Dames du Bois de Boulogne) ist ein französischer Film aus dem Jahre 1945. Regie führte Robert Bresson. Der Film basiert auf einer abgeschlossenen Erzählung in Diderots Roman Jacques der Fatalist und sein Herr.

## Handlung
Hélène unterhält eine Beziehung zu Jean, von dem sie geradezu besessen ist. Als sie über einen Freund erfährt, dass sich Jeans Liebe zu ihr abgekühlt hat, er sich mit ihr langweilt, trennt sie sich – vorgeblich im Guten – von ihm. Heimlich sinnt sie jedoch auf Rache und versucht, ihm eine Falle zu stellen: Sie bietet der aus gutem Haus stammenden aber verarmten Tänzerin Agnès, die ihren Unterhalt als Prostituierte verdienen muss, Geld an, damit sie Jean verführt. Sie kleidet sie ein, versorgt sie mit einer schönen Wohnung und mit Geld, und stellt sie dann Jean vor. Hélènes Ziel ist es, Jean durch eine Heirat mit einer Prostituierten zu kompromittieren. Jean verliebt sich in die junge Frau, weiß aber nichts von ihrer Vergangenheit und will sie heiraten. Erst während der Hochzeit mit Agnès erfahren Jean und die Gäste von Hélène die Wahrheit über die Vorgeschichte der Braut. Jean verlässt die Hochzeitsfeier, die Gäste sind schockiert, und Hélène triumphiert. Agnès fällt bewusstlos zu Boden. Während seines Umherirrens wird sich Jean seiner Liebe zu Agnès bewusst und er kehrt zu ihr zurück.

## Produktion
Die Damen vom Bois du Boulogne ist Robert Bressons zweiter und zugleich letzter Spielfilm, in dem er mit professionellen Schauspielern gearbeitet hat. Seinen nächsten Spielfilm Tagebuch eines Landpfarrers, der in Venedig einen silbernen Löwen gewann, drehte er erst fünf Jahre später.
Mit Cocteau, der die Dialoge des Films geschrieben hat, blieb es die einzige Zusammenarbeit.
Die Dreharbeiten, die mehrmals unterbrochen wurden, fanden unter schwierigen Bedingungen in Paris statt, als die Stadt noch von deutschen Truppen besetzt war und von den Alliierten bombardiert wurde. Während der Befreiung von Paris vom 19. bis zum 25. August wurden die Dreharbeiten abgebrochen und konnten erst einige Monate später mit einer anderen technischen Crew fortgesetzt werden.
Die Kostüme schufen Madame Grès und Elsa Schiaparelli.

## Veröffentlichung
Der Film kam am 21. September 1945 in die französischen Kinos, Premiere in den Vereinigten Staaten war erst am 3. April 1964.
Die deutsche Erstaufführung fand 1969 im ZDF in einer gekürzten Fassung von 79 Minuten statt. Öffentlich gezeigt wurde er gelegentlich im Rahmen von Bresson-Retrospektiven.
Von dem Film existieren mehrere Ausgaben auf DVD in differierender Länge und unterschiedlicher Qualität, die jeweils durch unterschiedliches Bonusmaterial ergänzt sind.
- 2003 veröffentlichte BFI eine DVD in französischer Sprache mit englischen Untertiteln (Länge 82 min), mit einer Einführung (sleeve notes) von Keith Reader und Kurzfilmen über Bresson, Cocteau und Casarès, Gesamtlänge 1.33:1.
- 2003 brachte Criterion Collection eine DVD heraus, ergänzt um Filmstills und dokumentarischen Fotos vom Dreh, sowie Essays von François Truffaut und von David Thomson, in dem er den Film detailliert analysiert.[5]
- 2018 erschien eine restaurierte Fassung des Films in der Collection héritage des Labels TFI,[6] der im Laboratoire Hiventy in Zusammenarbeit mit der Cinémathèque française und finanzieller Unterstützung u. a. von Chanel fertiggestellt wurde. (Gesamtlänge: 1.30:0)
- Am 18. Februar 2024 veröffentlichte das Label Sortie Vidéo eine DVD des Films in französischer Sprache mit Untertiteln für Hörbehinderte in einer Länge von 83 Minuten. Die DVD enthält als Bonus den Kurzfilm Tourner sous l’ocupation von Jean Ollé-Laprune, Dauer 26 Minuten.

## Rezeption
In Frankreich wurde der Film ein Flop, ein finanzielles Desaster für den Produzenten, beim Publikum fiel er durch. Jean Pouillon schrieb drei Monate später in dem Magazin Les Temps Modernes: „Während der Vorstellung von ‚Dames du bois de Boulogne‘, die ich besuchte, wandte sich ein großer Teil des Publikums unzufrieden ab und drückte dies pfeifend und vor allem oft kichernd aus … Es waren deutliche Lacher, die ein großes Unverständnis für die Dramaturgie des Regisseurs und eine völlige Bezugslosigkeit zur Geschichte vor ihnen auf der Leinwand zeigten.“ In der Folge verschwand der Film praktisch aus den Kinos. Das führte schließlich dazu, dass mehrere Kopien des Films in zeitlich stark differierenden Fassungen und unterschiedlicher Qualität existieren.

### Kritik
„Die um realistische Inszenierung und psychologisierende Dramaturgie bemühte Adaption nimmt in formaler Hinsicht Robert Bressons später verfeinerte Kunst der Andeutung vorweg.“

„So ist das Werk bereits von einer naturalistischen Inszenierungsweise und einer psychologisierenden Dramaturgie geprägt, die formal auf die von Bresson später noch verfeinerte Kunst der radikalen Reduktion auf das Wesentliche, der Offenlassungen und Andeutungen voraus weist.“